# هراچیا ملیکیان
هراچیا ملیکیان (ارمنی: Հրաչյա Մելիքյան؛ ۸ مهٔ ۱۹۴۷ – ۶ مارس ۲۰۰۶) یک آهنگساز اهل ارمنستان بود. وی بین سال‌های ۱۹۶۸ تا ۲۰۰۶ میلادی فعالیت می‌کرد.

## عمده آثار

### اپرا
- خون بیگانه یا پایان پوچی[الف] (لیبرتو اثر ماریانا توماش), ۱۹۸۹–۱۹۹۱

### باله
- سامسون, ۱۹۸۳–۱۹۸۴

### اوراتوریو
- ناقوس‌ها, ۱۹۸۵–۱۹۸۶، (از تم‌های فولک و ترانه‌های میهن پرستانه)

### آواز-پوئم سمفونیک‌ها
- انیگما[ب]، پوئم سمفونیک، ۱۹۹۷
- بنای یادبود قهرمان[پ]، ترانه اثر شاعران ارمنی که جان خویش را در جنگ میهنی از دست دادند (۱۹۴۱–۱۹۴۵), ۱۹۸۵
- قصیده غنایی عشق[ت]، یک پوئم سمفونیک برای a سوپرانو دراماتیک همراه با ارکستر، ۱۹۷۱
- '[ث]، ترانه اثر یقیشه چارنتس، ایروان، ۱۹۶۹

### کنسرتوها
- به یادبود کنسرتو-گورنوشته برای ویولنسل و ارکستر، به نودمین سالگرد نسل‌کشی ارمنی‌ها تقدیم شده، ۲۰۰۵
- کنسرتوی تقدیمی برای پیانو و ارکستر، به صدمین سالگرد تولد آرام خاچاتوریان تقدیم شده، ۲۰۰۳
- Lord the Savior, by words of prophet Isaia, یک کنسرتو برای گروه موسیقی تکنوازان به ۱۷۰۰مین سالگرد پذیرش مسیحیت در ارمنستان (پیکولو، فلوت، کلارینت (in B), 2 شیپور (F), 2 تروپت (B), ترومبون، توبا، کوبه‌ای، پیانو، سوپرانو تکنواز و گروه کر), ۲۰۰۱
- #۲ برای ۸ اجرا، صدای گریه در صحرا[ج] برای ابوا، دو کلارینت (A, B), دو ترومبون، و پیانو، ۱۹۹۵، به هشتادمین سالگرد نسل‌کشی ارمنی‌ها تقدیم شده
- #۱ برای ۸ اجرا، ۱۹۷۴ (توسط Soviet Composer منتشرشده، مسکو، ۱۹۸۳)

برای ویولنسل همراه با ارکستر مجلسی #۲، ۱۹۹۵
برای فاگوت همراه با ارکستر مجلسی، ۱۹۹۰
- کنسرتو-ترانه برای ویولنسل همراه با ارکستر مجلسی #۱، به مه‌ده‌آ آبراهامیان تقدیم شده، ۱۹۸۹
- 'کنسرتو-رویاها برای ویولن همراه با ارکستر مجلسی، ۱۹۸۷، ۲۰۰۴ (۲مین نسخه)
- کنسرتو-پاستورال برای پیانو و ارکستر مجلسی، ۱۹۸۵

### موسیقی سازهای مجلسی

#### شش‌نوازی
- ۶ مینیاتور برای برنجی (۲ ترومپت (B), ۲ شیپور (F), ترومبون و توبا), ۲۰۰۲

#### پنج‌نوازی‌ها
- #۱ برای فلوت، ابوا، کلارینت (B), فاگوت و شیپور (F), ۱۹۹۰
- سلول متروک[چ] برای سه فلوت، ویولنسل و پیانو، ۱۹۸۸

#### کوارتت‌ها
- کوارتت زهی #۵، به یادبود قازاروس ساریان تقدیم شده، ۲۰۰۵
- کوارتت زهی #۴، ۱۹۹۶
- کوارتت زهی #۳، ۱۹۹۰
- کوارتت زهی #۲، ۱۹۷۲
- کوارتت زهی #۱، ۱۹۶۹ (توسط Sovetakan Grogh منتشرشده، ایروان، ۱۹۸۳)

#### کوارتت‌ها برای سازهای بادی چوبی
- #۱، ۱۹۷۴ (توسط Soviet Composer منتشرشده، مسکو، ۱۹۷۸)
- #۲، ۱۹۷۲

#### تریو
- #۳ برای ویولن، ویولا و ویولنسل (همراه با ویبرافون در ۴ بخش), ۱۹۹۰
- #۲ برای ویولن، ویولنسل و پیانو، به یادبود آرنو باباجانیان تقدیم شده، ۱۹۸۹
- #۱ برای کلارینت، ویولن و پیانو، به یادبود دمیتری شوستاکوویچ تقدیم شده، ۱۹۸۰ (توسط Soviet Composer منتشرشده، مسکو، ۱۹۸۴)

#### سونات‌ها
- برای ویولن و پیانو #۲، ۱۹۹۲
- برای فاگوت و پیانو، ۱۹۸۷
- برای ویولن و پیانو #۱، ۱۹۸۲ (در ایروان منتشرشده، ۱۹۸۳)
- برای فلوت و پیانو، ۱۹۷۹ (توسط Soviet Composer منتشرشده، مسکو، ۱۹۸۱)
- #۲ برای پیانو، ۱۹۷۸ (در ایروان منتشرشده، ۱۹۸۹)
- برای ابوا و پیانو، ۱۹۷۲ (توسط Soviet Composer منتشرشده، مسکو، ۱۹۷۵)
- #۱ برای پیانو، ۱۹۶۸ (در ایروان منتشرشده، ۱۹۸۴)
- برای کلارینت و پیانو، ۱۹۶۸ (توسط Soviet Composer منتشرشده، ۱۹۷۶)
- برای ویولا و پیانو، ۱۹۶۸ (در ایروان منتشرشده، ۱۹۷۴)

#### سوناتین‌ها
- 'سه سوناتین‌های چیره‌دست برای پیانو', ۱۹۸۳ (در ایروان منتشرشده، ۱۹۸۴)
- برای کلارینت و پیانو، ۱۹۸۳ (توسط Soviet Composer منتشرشده، مسکو، ۱۹۸۵)

#### قطعات
- ۴ پرلود برای گروه ویولن نوازان، ۱۹۸۶
- دوازده قطعه برای ویولنسل و پیانو، ۱۹۸۵ (در ایروان منتشرشده، ۲۰۰۰)
- رحمت[ح], twelve etudes-miniatures برای فاگوت solo,” ۱۹۷۶ (توسط Soviet Composer منتشرشده، مسکو، ۱۹۸۲)
- In the World of Fairy Tales twenty-four پیانو قطعه، ۱۹۷۱–۱۹۷۱ (در ایروان منتشرشده، ۱۹۷۶)

### موسیقی متن‌های اصلی فیلم
- ارکستر در امتداد خیابان رفت[خ]، کوتاه (۱۹۷۶)
- شیر آبی[د] (۱۹۷۹)
- ملاقات[ذ]، کوتاه (۱۹۷۹)
- روز، خیلی طولانی انتظار[ر]، کوتاه (۱۹۸۰)
- گلوله برفی‌ها و سپیدگوهر[ز] (۱۹۸۱)
- ما دوباره ملاقات خواهیم کرد[ژ] (۱۹۸۴)
- دهقانان مبتکر[س]، پویانمایی (۱۹۸۴)

## یادداشت
1. ↑  Alien Blood or End of Absurdity
2. ↑  Enigma
3. ↑  Monument to the Hero
4. ↑  Ode of Love
5. ↑  Maddened Crowds
6. ↑  Voice of the Crying in the Desert
7. ↑  Deserted Cell
8. ↑  Grace
9. ↑  Orchestra Went Along the Street
10. ↑  Blue Lion
11. ↑  Visit
12. ↑  Day, Awaited so Long
13. ↑  Snowdrops and Edelweiss
14. ↑  We Shall Meet Again
15. ↑  The Ingenious Peasant